# Joachim Rudolph (Fluchthelfer)
Joachim Rudolph (* 25. Dezember 1938 in Meseritz; † 28. Januar 2025) war ein Fluchthelfer an der innerdeutschen Grenze.

## Werdegang
Rudolph wuchs in Ost-Berlin auf. Nach dem Abitur blieb ihm ein Studium zunächst wegen „fehlendem politischen Engagements“ versagt. Er absolvierte eine Lehre zum Elektromontageschlosser im Reichsbahnausbesserungswerk Schöneweide. Ab 1959 studierte er an der Verkehrshochschule Dresden. Kurz nach dem Bau der Mauer floh er im September 1961 gemeinsam mit einem Freund über das Tegeler Fließ nach West-Berlin.
Er setzte sein Studium an der Technischen Universität Berlin fort und schloss sich dort einer studentischen Fluchthelfergruppe an, die von der Bernauer Straße aus einen Fluchttunnel nach Osten grub. Durch den später Tunnel 29 benannten Stollen konnten 29 Menschen am 14. und 15. September 1962 nach West-Berlin fliehen. Er war an zwei weiteren Tunnelprojekten beteiligt, die jedoch verraten wurden.

## Ehrungen
- 2012: Verdienstkreuz am Bande der Bundesrepublik Deutschland